# Thủy cầm

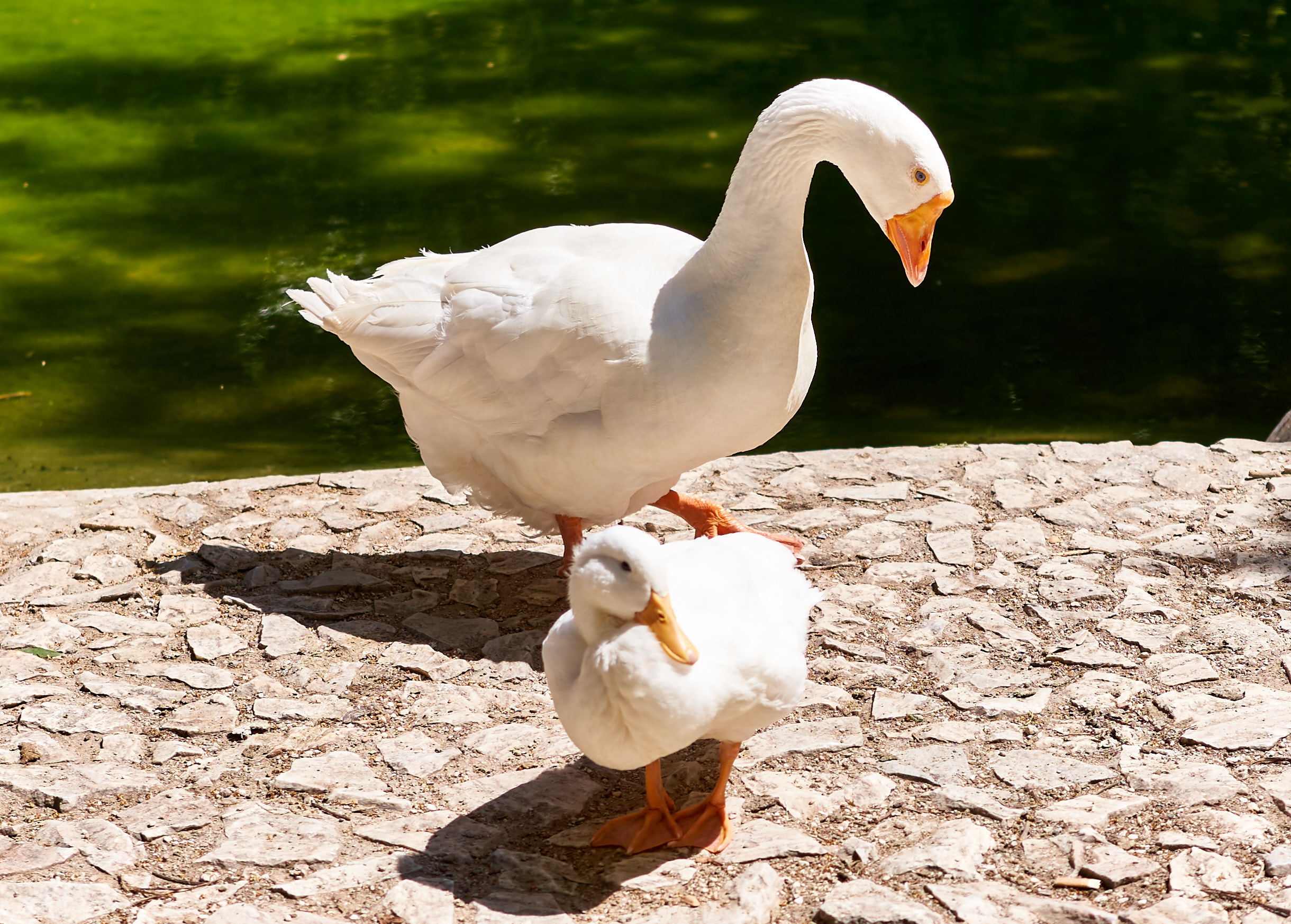
Ngỗng và vịt là hai loài thủy cầm phổ biến

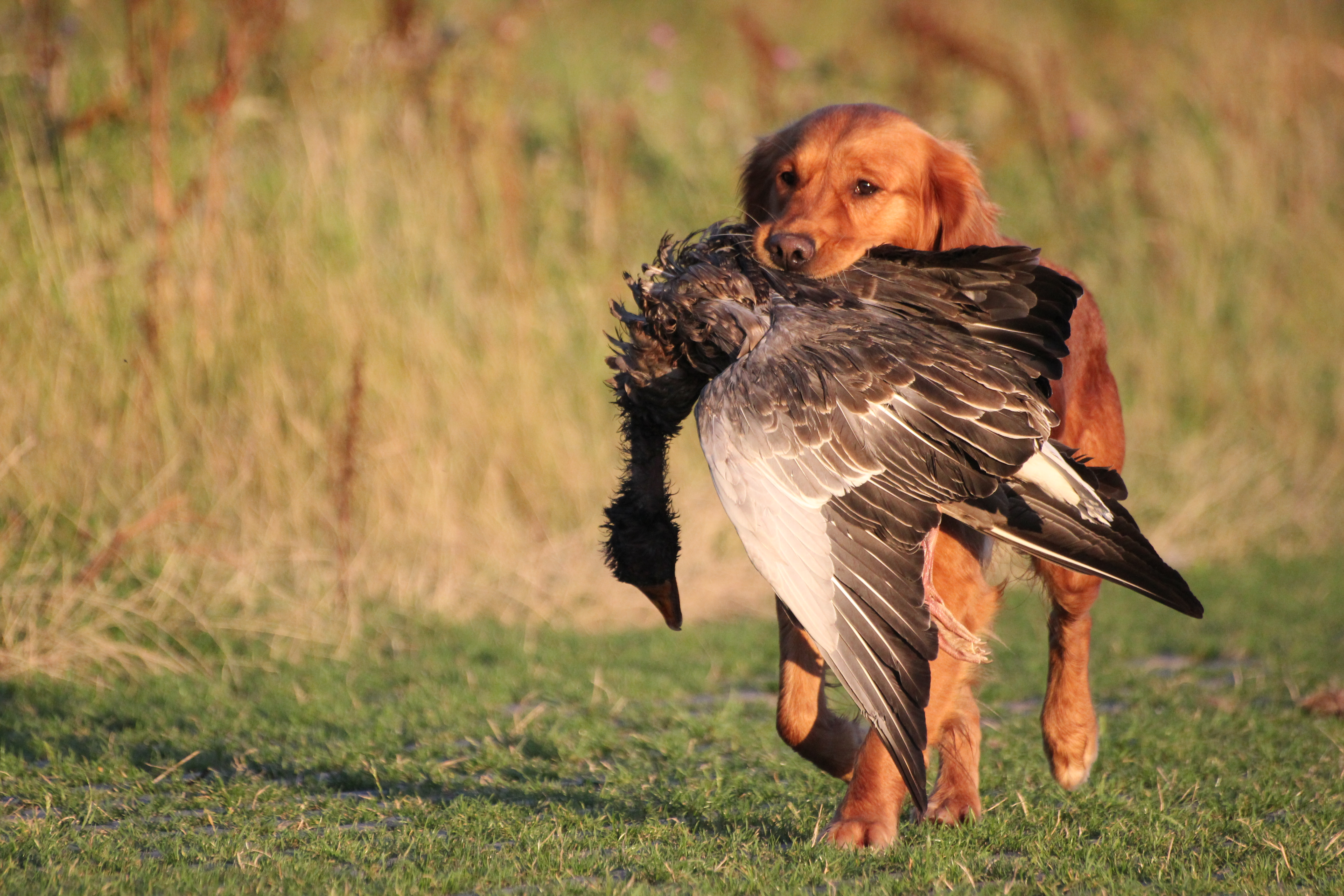
Một con ngỗng Canada bị bắt trong trò chơi săn thủy cầm

Thủy cầm hay thủy điểu là các loài chim nước trong họ Anseriformes, nhiều loài trong số đó được thuần hóa thành các loại gia cầm, chẳng hạn như vịt, ngan, ngỗng và thiên nga. Một số định nghĩa của thuật ngữ "chim nước" bao gồm các loài chim nước mặn hoặc chim lội nước như mòng biển, chim bồ nông, và diệc, cũng như những loài chim biển tỷ như chim hải âu, nhưng thủy cầm cũng đặc biệt đề cập đến các loài chim được sử dụng bởi con người cho trò săn bắn thịnh hành trong giới quý tộc là săn thủy cầm. Trong lịch sử chúng là một nguồn thực phẩm quan trọng, và tiếp tục được săn lùng như trò thể thao giải trí, hoặc được coi như là gia cầm cho thịt và trứng và đôi khi được nuôi giữ như là một con vật cưng.

## Chăn nuôi
Ở Việt Nam, do chăn nuôi thủy cầm ở Việt Nam gắn bó với nền sản xuất lúa nước nên số lượng thủy cầm Việt Nam đứng thứ hai thế giới, hiện Việt Nam có đàn thủy cầm lớn thứ 2 thế giới với trên 80 triệu con trong đó Đồng bằng sông Hồng chiếm 26,68%, Đồng bằng sông Cửu Long chiếm 32,19% và khu vực Tây Bắc chiếm 2,17% trong tổng đàn thủy cầm của Việt Nam. Trong thập kỷ qua, số vịt tăng bình quân 7%/năm, sản lượng trên 280.000 tấn thịt hơi/năm. Trứng đạt trên 2 tỷ quả/năm. Cơ cấu giữa thủy cầm sinh sản và thủy cầm nuôi thịt thì thịt chiếm 65 - 70%, thủy cầm sinh sản chiếm 30 - 35%. Việt Nam đang sở hữu một bộ giống thủy cầm rất phong phú, đa dạng, có năng suất và chất lượng cao tuy nhiên việc xuất khẩu thịt thủy cầm còn ít do hạn chế trong khâu chế biến.
Ngỗng là loại thủy cầm dễ nuôi, hay ăn, chóng lớn, ít mắc bệnh. Nuôi ngỗng có nhiều thuận lợi với đặc thù của ngỗng là có thể sử dụng rất hiệu quả thức ăn xanh. Con ngỗng được ví như một cỗ máy xén cỏ, khả năng vặt cỏ của ngỗng tốt hơn bò, ngỗng có thể vặt tận gốc cây cỏ, cả phần củ rễ, ngỗng ăn tạp các loại cỏ và không chê cỏ non, cỏ già, cỏ dại từ cỏ tranh đến lục bình ngỗng đều ăn được. Ngỗng chỉ ăn cỏ, ăn rau là chính, ít dùng lương thực. Nuôi trong 4-8 tháng ngỗng đã cho thu hoạch 4–7 kg. Có nhiều giống ngỗng như ngỗng trắng, ngỗng xám vằn, loại chân thấp, chân cao.